# Kapitalistický realismus
Kapitalistický realismus je koncept, o kterém se nejdřív mluvilo v Německu ve spojitosti s německým malířem Sigmarem Polkem. Byla to hříčka k výrazu socialistický realismus. Pak byl tento koncept použit britským spisovatelem, filozofem, kritikem a kulturním teoretikem Markem Fisherem v knize „Capitalist Realism: Is There No Alternative?“. Tato kniha rozšiřuje koncept pojmu „kapitalistický realismus“. Nadpis této knihy zároveň naráží na premiérku Velké Británie Margaret Thatcherovou, která řekla „There is no alternative“.

## Zrod pojmu a jeho použití v umění
Poprvé byl pojem kapitalistický realismus použit v Západním Německu malíři Gerhardem Richterem, Sigmarem Polkem, Konradem Luegem a Wolfem Vostellem, kteří ve svých malbách použili vyobrazení z médií, které vystavili na akci s názvem Demonstration for Capitalist Realism v roce 1963, uspořádané Richterem, Polkem a Luegem v Düsseldorfu. Bylo to příbuzné pojmu Nouveau Réalisme používanému v umění ve Francii ve stejné době. Tyto dva pojmy tvořily kritickou sílu, poukazovaly na omezení sovětského umění ve stylu socialistického realismu a zaměřovaly se na rostoucí konzumerismus v Německu ovlivněný americkou popkulturou.
Tento termín se později stal také samotným pojmenováním uměleckého hnutí v Německu, spoluzaloženým Sigmarem Polkem. Často ironicky reagovali na články odrážející konzumerismus v tehdejším tisku. Toto hnutí však bylo považováno za spíše politické než pop artové.

## Další vývoj pojmu kapitalistický realismus
Pojem kapitalistický realismus je hlavně spájený se spisovatelem Markem Fisherem, který o něm a jeho vnímání napsal knihu. V této práci Mark Fisher uvádí problémy a efekty působení kapitalismu na politiku a společnost.
Podle Fishera je výrok od Slavoje Žižeka a Frederica Jamesona, že je snazší představit si konec světa jako konec kapitalismu přesný opis kapitalistického realismu který má na mysli. Zároveň vyjadřuje myšlenku, že lidé jsou vnášení do toho myslet si, že kapitalismus je jediný životaschopný politický a ekonomický systém a není žádná jiná alternativa.
Dále v knize zmiňuje, že kapitalistický realismus se rozmohl po pádu socialismu, který americký filozof a ekonom Francis Fukuyama nazval jako „konec dějin“ a propaguje kapitalismus jako jedinou ekonomickou a politickou alternativu a místo toho, aby to byla jedna z mnoha alternativ, je to jedna jediná, která jenom rozvíjí své zlé stránky.
Mark Fisher v knize Capitalist Realism: Is There No Alternative? popisuje fenomén reflexivní impotence, kdy lidé rozpoznávají problémy systému, ale cítí se bezmocní je změnit. Tento stav, posílený cynismem, vede k apatii, což kapitalistický realismus využívá k udržení status quo.
Fisher dále zavádí koncept hantologie, který odkazuje na návrat „duchů minulosti“. Kapitalismus recykluje minulé kulturní formy a přetváří je tak, aby odpovídaly tržním potřebám, což vede k pocitu stagnace a brání vzniku nového. Příkladem jsou remaky filmů či nostalgické revivaly.
Další oblastí kritiky je dopad kapitalismu na duševní zdraví. Fisher tvrdí, že nárůst depresí a úzkostí není individuální problém, ale odraz strukturálních selhání. Kapitalismus přitom individualizuje systémové problémy, což vede k tomu, že lidé obviňují sami sebe.
Neoliberalismus podle Fishera zásadně ovlivnil i vzdělávací systém, který místo podpory tvořivosti a kritického myšlení klade důraz na výkon a měření. Školy se tak mění na instituce produkující „produktivní“ subjekty.
Fisherova kniha je varováním před dopady kapitalismu na psychiku, kulturu a společnost a výzvou k hledání alternativ.[zdroj⁠?!]